# Geschichte Pakistans
Die Geschichte Pakistans umfasst den Weg zur Unabhängigkeit und die Entwicklungen der Islamischen Republik Pakistan seit 1947, zu der bis 1971 auch die Volksrepublik Bangladesch gehörte. Die Geschichte auf dem Gebiet Pakistans vor 1947 stellt der Artikel Geschichte Indiens dar.

## Auf dem Weg zur Unabhängigkeit
Seit dem Sepoy-Aufstand im Jahre 1857 übte die britische Regierung direkte Macht in Indien aus, da sie das Vorrecht auf die Britische Ostindien-Kompanie beanspruchte. Die 1885 gegründete Kongresspartei vertrat eine große Hindu-Mehrheit. Als Reaktion darauf wurde 1906 die Muslimliga (All-India Muslim League) gegründet, um die Interessen der Minderheit zu vertreten. Trotz einer großen Zahl von Konversionen zum Islam taten sich die Muslime schwer, der Vormachtstellung der Hindus in den Bereichen Industrie, Handwerk, Bildung oder den öffentlichen Ämtern entgegenzuwirken. Auch wenn der Kongress und die Muslimliga das gleiche Ziel – die Unabhängigkeit – hatten, konnten sie sich nicht auf ein Vorgehen einigen, das den Schutz der politischen, wirtschaftlichen und religiösen Rechte ermöglicht hätte.
Die Ursprünge des Namens „Pakistan“ sind umstritten. Auf Urdu bedeutet er „Land der Reinen“ (pak: rein; stan: Land). Es ist allerdings auch vorstellbar, dass „Pakistan“ ein aus den Namen der damaligen Provinzen – Punjab, Afghanien, Kaschmir, Indus-Sind und Belutschistan – zusammengesetztes Akronym ist.
Die Idee eines unabhängigen Staates wird dem muslimischen Politiker, Beamten und Gründer von Schulen und Universitäten Syed Ahmad Khan (1817–1898) zugeschrieben; formalisiert wurde sie durch den Philosophen Muhammad Iqbal (1887–1938) während einer in Allahabad abgehaltenen Ansprache zur jährlichen Sitzung der Muslimliga im Jahr 1930.
1937 erhielten Frauen zwar auf nationaler Ebene ein Wahlrecht, es war aber an die Fähigkeit, lesen und schreiben zu können, sowie an Einkommen und das Zahlen von Steuern geknüpft. 1946, bei den ersten Wahlen auf der Grundlage des Government of India Act von 1919, durften Frauen unter bestimmten Bedingungen gewählt werden. Die Bedingungen trafen nur auf sehr wenige Frauen zu. Shaista Suhrawardy Ikramullah war 1946 in die Vereinigte Konstituierende Versammlung Indiens gewählt worden, bevor Pakistan sich abspaltete. Wegen der andauernden Auseinandersetzungen ordnete die moslemische Liga jedoch an, dass ihre Mitglieder die Sitze in der Versammlung nicht einnehmen sollten. 1947 wurden Shaista Suhrawardy Ikramullah und Jahanara Shah Nawaz ins nationale Parlament gewählt.
Am 23. März 1940 wurde das Ziel der Gründung eines unabhängigen Staates im später Lahore-Resolution genannten Text festgehalten und damit die offizielle Politik der von Ali Jinnah geleiteten Muslimliga.

## Gründung Pakistans
Mit dem Zweiten Weltkrieg wuchs der Druck der indischen Nationalisten auf die britische Regierung, die die Kooperation Indiens forderten. Mahatma Gandhi und der Kongress gründeten die „Quit India“-Bewegung, der sich die Muslimliga formell nicht anschloss. Es folgte eine Zeit der unkontrollierten Gewalt.

### Aufteilung und Unabhängigkeit
Die seit 1945 zum Verlassen Indiens entschlossenen Briten sahen sich 1946 mit vermehrten blutigen Zusammenstößen zwischen Muslimen auf der einen und Sikhs sowie Hindus auf der anderen Seite konfrontiert. Die Muslimliga, die weiterhin die Errichtung eines Staates in den Gebieten mit muslimischer Mehrheit forderte, wurde in den meisten Wahlbezirken 1946 stärkste Kraft. Trotz Widerstands von Nehru und Gandhi entschlossen sich die Briten mit dem Mountbattenplan zur Teilung Britisch-Indiens. Mit dem vom britischen Parlament verabschiedeten Indian Independence Act wurde am 14. August 1947 um 0 Uhr die Macht gesondert an Indien und den neuen Staat Pakistan übergeben. Damit wurden Pakistan und Indien unabhängige Staaten und Mitglieder des Commonwealth. Staatsoberhaupt des Dominion of Pakistan war formal der englische König Georg VI.
Der neue Staat bestand aus zwei 1700 Kilometer voneinander entfernten Teilen: Ostpakistan, das später als Bangladesch selbst unabhängig wurde, und Westpakistan, das sich aus Sindh, dem westlichen Punjab, Belutschistan, den Nordwestprovinzen und mehreren kleinen Bundesstaaten zusammensetzte.
Die Abspaltung von Indien führte zu Völkerwanderungen riesigen Ausmaßes. Mehr als sechs Millionen muslimische Inder suchten im neuen Staat Zuflucht, während ebenso viele Hindus und Sikhs den Punjab in Richtung Indien verließen. Diese Abwanderungen wurden von Gewalt und Massakern begleitet, die 500.000 Opfer forderten. 
Nach der Unabhängigkeit im August 1947 wurde der Government of India Act von 1935 zur Verfassung Pakistans. Bestimmte Frauen konnten sich auf dieser Grundlage an Wahlen auf Provinzebene und auf nationaler Ebene beteiligen.

### Aufbau des Staates und Kaschmirfrage
Ali Jinnah, den man auch Qaid-i-Azam („Großer Führer“) nannte, wurde der erste Generalgouverneur Pakistans; Premierminister war Liaquat Ali Khan und Außenminister Sir Zafrullah Khan (der jedoch vor allem während der Zeit Bhuttos aus der Geschichtsschreibung verschwand, da er der Ahmadiyya Muslim Jamaat angehörte). Pakistan mit seiner vorläufigen Hauptstadt Karatschi begann ohne qualifizierte Minister und stand vor der Aufgabe, ein eigenes Verwaltungs- und Staatswesen aufzubauen. Gleichzeitig mussten die zahlreichen Flüchtlinge in die Gesellschaft eingegliedert, eine eigene Wirtschaft aufgebaut und im geografisch sehr zersplitterten Staatsgebiet eine Armee errichtet werden. Bei diesen Aufgaben tat sich auch die Ehefrau des Premierministers, Begum Ra’ana Liaquat Ali Khan hervor, die bereits seit der Unabhängigkeitsbewegung politisch aktiv war. Sie organisierte neben Flüchtlings- und Frauenrechtsbewegungen auch die freiwilligen Frauenverbände der Armee und befehligte diese, was ihr den Titel der „Mutter Pakistans“ eintrug.
Zur selben Zeit forderte der Maharaja von Kaschmir, der Dogra-Hindu Hari Singh, die Unterstützung der indischen Armee. In seinen formal unabhängigen Staat waren paschtunische Freischärler eingefallen, die von der pakistanischen Regierung unterstützt wurden. Am 26. Oktober 1947 erklärte der Maharaja den Anschluss Kaschmirs an Indien, obwohl 78 Prozent der Bevölkerung muslimisch waren. Pakistan missbilligte diese Entscheidung, und es kam zum Ersten Indisch-Pakistanischen Krieg. Indien besetzte zwei Drittel von Kaschmir. Am 1. Januar 1949 trat unter Beteiligung der Vereinten Nationen ein Waffenstillstand in Kraft. Der Vorschlag der Vereinten Nationen, ein Referendum über den zukünftigen Status des Gebietes abzuhalten, wurde nicht umgesetzt. Stattdessen wurde eine vorläufige Waffenstillstandslinie festgelegt, genannt LOC (Line of Control). Danach kamen zwei Drittel Kaschmirs als Bundesstaat Jammu und Kashmir mit der Hauptstadt Srinagar zu Indien; Pakistan verwaltete neben den Nordgebieten (Hauptstadt Gilgit) das verbleibende Drittel, das sich Asad Kaschmir („freies Kaschmir“, Hauptstadt Muzaffarabad) nennt.

## Die Anfangsphase der Republik (1947–1958)
Von Beginn an litt der Staat unter politischer Instabilität und großen wirtschaftlichen Problemen. 1948 starb Jinnah; der Premierminister Ali Khan wurde am 16. Oktober 1951 von einem afghanischen Fanatiker ermordet. Pakistan fehlte es an einer Führungsfigur, deren Rolle weder die Premierminister Nazimuddin (1951–53) und Muhammad Ali Bogra (1953–55), noch der Generalgouverneur Ghulam Muhammad (1951–55) einnehmen konnten.
Im Ostpakistan, das sich von der weit entfernten Regierung zu wenig beachtet fühlte, herrschte zunehmend Unzufriedenheit. Die Muslimliga sah sich zunehmend mit Wahldebakeln konfrontiert, insbesondere im Jahr 1954. Es wurden Neuwahlen abgehalten, die 1955 zu einer neuen, nicht mehr von der Muslimliga geleiteten Nationalversammlung führten. Chaudhri Muhammad Ali wurde Premierminister und Iskander Mirza Generalgouverneur des Landes. Die Nationalversammlung arbeitete eine neue Verfassung aus.
Bei den Beratungen für eine neue Verfassung in den 1950ern wurde vorgeschlagen, allen Männern das Wahlrecht zu geben, aber nur gebildeten Frauen. Tendenzen zur Islamisierung zeigten sich. So wollte etwa der Diktator Mohammed Zia-ul-Haq Frauen zwar nicht das Wahlrecht entziehen, Frauen im Staatsdienst aber zur Ganzkörperverschleierung verpflichten. Am 23. März 1956 wurde die erste Verfassung Pakistans beschlossen, die ein allgemeines aktives und passives Wahlrecht für Erwachsene ab 21 auf allen Ebenen vorsah, wenn diese seit sechs Monaten im Land lebten. Somit wurde 1956 das Frauenwahlrecht erstmals vollständig und in gleichem Umfang wie das Wahlrecht für Männer gewährt.
Mit der Verkündung der Verfassung am 23. März 1956 wurde Pakistan die erste islamische Republik der Welt. Vorläufiger Präsident wurde Mirza. Jedoch blieb ohne eine klare Mehrheit der Versammlung die politische Situation instabil. Es kam zu häufigen Regierungswechseln, geschürt durch weitverbreitete Korruption und eine – trotz internationaler Hilfe – weiterhin prekäre wirtschaftliche Lage.
Unter dieser Verfassung wurde jedoch wegen der Schwierigkeiten zwischen der zivilen und der militärischen Macht keine Wahl abgehalten.
Angesichts der Unmöglichkeit, die unruhige Lage in Ostpakistan zu besänftigen, wandte sich Mirza an den General und Truppenchef Muhammad Ayub Khan. Am 7. Oktober 1958 hob Mirza die Verfassung auf und rief das Kriegsrecht aus.

## Militärdiktatur und Unabhängigkeit Bangladeschs

### Das Ayub-Regime
20 Tage nach Aufhebung der Verfassung zwangen die Militärführer Präsident Mirza ins Exil, und General Muhammad Ayub Khan übernahm die Führung der Militärdiktatur. Es folgten mehrere großangelegte Reformen: eine Agrarreform (9000 km² wurden unter 150.000 Bauern aufgeteilt), ein Plan zur wirtschaftlichen Entwicklung, Einschränkung der Vielehe und von Scheidungen sowie im Jahr 1962 eine neue Verfassung, in der zwei offizielle Landessprachen, Bengali und Urdu, festgelegt wurden. Islamabad wurde neue Hauptstadt und Dhaka, in Ostpakistan, Sitz der Legislative.
In Ostpakistan, wo die Probleme andauerten, etablierte sich die Awami-Liga als oppositionelle Kraft. Trotz einiger diplomatischer Fortschritte blieben die Beziehungen zu Indien angespannt, teils wegen der Kaschmirfrage, teils aufgrund religiöser Konflikte, unter denen Indien weiterhin zu leiden hatte – insbesondere im Bundesstaat Madhya Pradesh, wo 1961 mehrere tausend Muslime massakriert wurden. Auch die Beziehungen zu Afghanistan verschlechterten sich zwischen 1961 und 1963, nachdem es an der Grenze zu einer Serie von Zwischenfällen kam, geschürt von der Sowjetunion, die die Errichtung eines unabhängigen Pashtunistan erreichen wollte.
1965 begann der Zweite Indisch-Pakistanische Krieg. 1966 einigten sich Präsident Ayub Khan und der indische Premierminister Lal Bahadur Shastri im Taschkent-Abkommen unter dem Schutz der Sowjetunion, obwohl die Kaschmirfrage noch nicht gelöst war. Zulfikar Ali Bhutto trat von seinem Amt als Außenminister zurück und widersetzte sich Ayub Khan und der Aufgabe des Kaschmir. Bhutto war Gründer der Pakistan People’s Party (PPP), die dem Sozialismus nahestand.
Präsident Ayub Khan trat im März 1969 zurück, nachdem es Ende 1968 zu schweren inneren Unruhen gekommen war, und übertrug die Macht General Muhammad Yahya Khan, der erneut das Kriegsrecht einführte.

### Bürgerkrieg und Errichtung Bangladeschs
Bei den Wahlen im Jahr 1970 war die Awami-Liga von Scheich Mujibur Rahman mit 153 von 163 Ostpakistan zugeteilten Sitzen äußerst erfolgreich; Bhuttos PPP beherrschte den Rest der Nationalversammlung. Der Einzug der neuen Versammlung wurde zweimal von Yahya verschoben, der letztendlich die Wahl für ungültig erklärte. Die Awami-Liga wurde verboten und Scheich Mujibur Rahman in Westpakistan inhaftiert.
Am 26. März 1971 erklärte Ostpakistan seine Unabhängigkeit, worauf es von pakistanischen Truppen besetzt wurde und ein Bürgerkrieg (Bangladesch-Krieg) ausbrach. Zehn Millionen Zivilisten flohen nach Indien, 3 Millionen Menschen wurden im Völkermord in Bangladesch nach Angaben der Behörden Bangladeschs getötet. Indien unterstützte Bangladesch und entsandte am 3. Dezember 1971 Truppen. Nach einem fünfzehntägigen Krieg, dem Dritten Indisch-Pakistanischen Krieg, ergaben sich am 16. Dezember 1971 die pakistanischen Truppen, und ein Waffenstillstand wurde auf allen Fronten ausgerufen. Ein im Juli 1972 in Shimla unterzeichnetes Abkommen besänftigte die Spannungen. Scheich Mujibur Rahman wurde freigelassen und konnte nach Bangladesch zurückkehren. 1974 erkannte Pakistan den Staat Bangladesch an.

## Ali Bhutto (1972–1977)
Nach der Niederlage Pakistans trat Yahya von seinem Amt als Präsident zugunsten von Zulfikar Ali Bhutto zurück. 1973 wurde eine neue, föderale Verfassung angenommen. Das Amt des Präsidenten wurde rein symbolisch; der Premierminister erhielt einen Großteil der Macht. Die Nationalversammlung wählte Bhutto mit 108 von 146 Stimmen zum Premierminister; er trat das Amt am 14. August 1973 an.
1972 begann Bhutto ein großangelegtes Programm zur Verstaatlichung vor allem der Industrie. Er begann auch damit, eine ehrgeizige Agrarreform durchzusetzen. Am 1. Januar 1974 wurden alle Banken verstaatlicht. Militärführer wurden ihrer politischen Ämter enthoben, gleichzeitig wurde der Verteidigungshaushalt auf 6 Prozent des BIP angehoben. Unzufrieden über die Verstaatlichungen äußerten sich vor allem die Unternehmer sowie die religiösen Führer, die die sozialistische Politik kritisierten.
Unter dem Namen Pakistan National Alliance (PNA) schlossen sich neun oppositionelle Parteien gegen den PPP zusammen. Bei der Parlamentswahl am 7. März 1977 erhielt die PPP 60,1 % der Stimmen und 155 der 200 Sitze; die PNA nur 35,7 % und 37 Sitze.
Die PNA protestierte heftig gegen das Ergebnis, das nach ihren Angaben auf Wahlbetrug und Druck seitens der PPP zurückzuführen war. Im ganzen Land kam es zu Demonstrationen und Unruhen.
Angesichts dieser Blockade und mit der Behauptung, eine andere Lösung sei nicht möglich, rief der General Muhammed Zia ul-Haq am 5. Juli 1977 das Kriegsrecht aus.

## Das Militärregime Zia ul-Haq (1977–1988)
Bhutto wurde festgenommen und wegen angeblichen Mordes am Vater eines Abtrünnigen der PPP zum Tode verurteilt. Nachdem er mehrere Monate lang Wahlen versprochen hatte, kündigte der General Zia 1979 schließlich die Auflösung aller politischer Parteien an. Bhutto wurde am 4. April 1979 gehängt. Zudem wurden sunnitische Milizen geschaffen, um die durch die islamische Revolution ermutigte schiitische Minderheit in Schach zu halten.

### Der Islamisierungsprozess
Zia leitete eine Islamisierung des Landes ein. Im Februar 1979 wurde ein Scharia-Gericht eingerichtet, dessen Aufgabe darin besteht, bei Anrufung durch Bürger oder die Regierung die Konformität von Gesetzen mit den Vorschriften des Korans und der Sunna zu überprüfen. Am 9. Februar 1979 wurden außerdem die sogenannten Hudood Ordinances erlassen, fünf präsidentielle Dekrete, durch die die islamischen Hadd-Strafen in Kraft gesetzt wurden. Durch drei Veränderungen am pakistanischen Strafgesetz in den Jahren 1980, 1982 und 1986 wurde außerdem die Beleidigung des Propheten Mohammed, seiner Frauen und Verwandten und die Schändung des Korans zu Straftaten erhoben. Gemäß der letzten Änderung des Strafgesetzes von 1986 steht auf die Beleidigung des Propheten die Todesstrafe. Die Islamisierungspolitik zielte sehr stark auch darauf ab, die Ahmadiyya aus dem Islam auszugrenzen. So wurde 1984 ein Gesetz verabschiedet, das Ahmadis verbot, ihre Gebetshäuser als Moscheen zu bezeichnen, den islamischen Gebetsruf zu rezitieren oder sich selbst als Muslime zu präsentieren.
Nach und nach wurden verschiedene Steuern religiösen Ursprungs eingeführt, etwa der Zakat (zakāʰ, زَكَاة), eine laut Koran zu zahlende Abgabe. 1980 ersetzte die Majlis-i-Shoora die Nationalversammlung, welche damit ihre legislativen Funktionen verlor und nur mehr beratenden Charakter hatte. Arabisch und ein islamisches Studium wurden in den meisten Hochschulen Pflichtfächer. Auch die Medien waren von diesen Änderungen betroffen: Nachrichten wurden auf Arabisch ausgestrahlt, Moderatorinnen mussten ihren Kopf bedecken und zu den Gebeten wurde der Adhān gesendet. In der Armee erlangten Theologen den Offiziersstatus, um die besten Schüler der Universitäten und der religiösen Einrichtungen anzulocken. Diese Initiativen von Zia haben das Land auf lange Sicht geprägt. Die Zakat-Steuer existiert ebenso wie viele andere Verpflichtungen weiterhin.
Die Zentrums- und Linksparteien gründeten am 6. Februar 1981 auf Initiative der PPP die Bewegung Movement for Restoration of Democracy (MRD). Die MRD verlangte die Abschaffung des Kriegsrechts, Neuwahlen und eine Rückkehr zur Verfassung von 1973. 1984 stellte Zia bei einem nationalen Referendum eine juristisch komplexe Frage, die darauf hinauslief, ob es wünschenswert sei, dass Pakistan ein islamischer Staat bleibe, und bei Zustimmung Zia für fünf Jahre zum Präsidenten ernannt werden sollte. Das Referendum wurde im Dezember 1984 abgehalten und ergab eine mehrheitliche Zustimmung, trotz Boykotts der MRD.

### Flugzeugentführung 1981
Am 2. März 1981 wurde eine Boeing 720 der Pakistan International Airlines (PIA) mit 137 Passagieren und einer 11-köpfigen Besatzung von einem Inlandsflug von Peschawar nach Kabul im sowjetisch besetzten Afghanistan entführt. Die Entführer verlangten die Freilassung von 90 in Pakistan inhaftierten politischen Gefangenen und die Einstellung der Propaganda gegen die linke militante Organisation Al-Zulfiqar der Pakistanischen Volkspartei (PPP), der die Entführer ebenfalls angehörten. Nach mehreren Verlängerungen des Ultimatums weichen die Entführer von ihren Forderungen zurück. Am 4. März wurden 19 Frauen, 7 Kinder und ein Mann freigelassen. Zwei Tage später wurde der Passagier Leutnant Tariq Rahim erschossen. Am 9. März landete das Flugzeug in Damaskus in Syrien. Die pakistanische Regierung unter Mohammed Zia ul-Haq ließ daraufhin 54 Häftlinge nach Syrien ausfliegen. Am 14. März ergaben sich die Entführer den syrischen Sicherheitskräften.

### Wiederherstellung der Verfassungsordnung
Mit den Wahlen von 1985 – die ebenfalls von der MRD boykottiert wurden – wurde wieder eine Nationalversammlung mit gesetzgebender Macht errichtet. Am 20. März ernannte Präsident Zia-ul-Haq Muhammad Khan Junejo zum Premierminister. Trotz seiner Bemühungen gelang es Junejo nicht, das Staatswesen zu reformieren, angesichts des Einflusses von Zia, dem er sich zu entziehen versuchte. Der 8. Zusatz der Verfassung, die am 14. November 1985 vom Senat verabschiedet wurde, gab dem Präsidenten das Recht, neben dem Premierminister auch die Gouverneure der Provinzen und die hohen Beamten zu ernennen. Der Präsident konnte der Versammlung ein Vertrauensvotum für den Premierminister stellen und eine Übergangsregierung ernennen. Das umstrittenste Recht des Präsidenten war jedoch das der Auflösung der Versammlung. Diese Änderungen machten das parlamentarische Staatssystem zu einem Präsidialregime.
Zwischen dem Präsidenten Zia und dem Premierminister Junejo nahmen die Meinungsunterschiede über die Afghanistanfrage zu. Als 1979 die sowjetischen Einheiten Afghanistan besetzten, wandte sich Zia gegen den Kommunismus, worauf das Land eine große Zahl afghanischer Flüchtlinge aufnahm. Die USA antworteten auf die sowjetische Besetzung mit enormer finanzieller und materieller Unterstützung der antikommunistischen afghanischen Regierung und der Mudschaheddin, aber auch Pakistans, das als besser gerüsteter Staat den Status einer Most Favored Nation erlangte. Jedoch stellte der Exodus der afghanischen Zivilbevölkerung Pakistan, das immer noch eine instabile politische Organisation und eine schwierige Wirtschaftslage aufwies, vor Schwierigkeiten. Junejo versuchte das Land zu einen, indem er sich mit Vertretern aller politischen Parteien beriet, darunter auch mit Benazir Bhutto, die als Nachfolgerin ihres Vaters die PPP leitete. Zia missbilligte dieses Vorgehen und stürzte die Regierung Junejo unter dem ersten Vorwand, nachdem sie versucht hatte, eine Untersuchung über das Militärfiasko des Camp Ojheri nahe Islamabad vom 10. April 1988 einzuleiten, bei dem sehr viele Zivilisten getötet wurden. General Zia machte von seinem in der Verfassung verankerten Recht mit der Begründung Gebrauch, dass die Regierung Junejo angesichts des chaotischen Zustands nicht mehr funktionieren könne. Außerdem wurden alle Versammlungen der Bundesländer und Provinzen aufgelöst.
Ein unvorhergesehenes Ereignis brachte jedoch die Politik durcheinander: am 17. August 1988 stürzte das Flugzeug, in dem Präsident Zia, der amerikanische Botschafter Arnold Raphael, der amerikanische General Herbert Wassom und 28 pakistanische Offiziere saßen, nach dem Besuch einer Militärbasis ab. Wie von der Verfassung vorgesehen, wurde der Präsident des Senats, Ghulam Ishaq Khan, provisorischer Nachfolger Zias und kündigte für den November 1988 Wahlen an.

## Die Zeit Benazir Bhuttos und Nawaz Sharifs (1988–1999)

### Benazir Bhutto (1988)
Aus den Wahlen vom November 1988 ging die PPP als Siegerin hervor, ohne jedoch die absolute Mehrheit zu erlangen. Mit der Unterstützung der kleineren Parteien wurde Benazir Bhutto zur Premierministerin ernannt und übernahm damit als erste Frau eines islamischen Staates dieses Amt. Sie war zu diesem Zeitpunkt 35 Jahre alt. Trotz breiter Unterstützung der Bevölkerung sah sich Bhutto mit zahlreichen Schwierigkeiten konfrontiert: gewaltsame ethnische Konflikte in den Provinzen, anhaltende Probleme im Zusammenhang mit der sowjetischen Besatzung Afghanistans und Spannungen mit Indien, für die keine diplomatische Lösung gefunden wurde. Die Militärführer zögerten, ein Regime zu unterstützen, das korrupt und ineffizient schien. Die Regierungskoalition spaltete sich, die kleineren Parteien legten ein Misstrauensvotum ein, und es entstand ein Konflikt zwischen Präsident Ishaq Khan und der Premierministerin wegen der Nominierung von Militärführern und hohen Beamten. Am 6. August 1990 enthob der Präsident Bhutto und ihre Minister ihrer Ämter und löste die Nationalversammlung sowie die Provinzialparlamente auf.

### Nawaz Sharif (1990)
Aus den Wahlen vom November 1990 ging die Koalition unter Nawaz Sharif, Regierungschef des Punjab und Führer der Islamischen Demokratischen Allianz (IJI), als Sieger hervor. Die IJI erreichte eine Mehrheit von drei Vierteln der Sitze in der Nationalversammlung und kontrollierte die Parlamente von vier Provinzen. Sharif wurde sowohl vom Militär als auch von Präsident Ishaq Khan unterstützt. Er startete ein Programm zur Privatisierung und Deregulierung der Wirtschaft und zur Förderung ausländischer Investoren, um die Wirtschaft zu beleben. Die Auswirkungen dieser Politik verringerten sich jedoch mit den im Pressler Amendment vorgeschriebenen drastischen Kürzungen der amerikanischen Hilfen, die darauf abzielten, die Weiterführung des pakistanischen Nuklearprogramms zu unterbinden. Gleichzeitig mit dem Regierungsprogramm zur Modernisierung der Wirtschaft wurde im Mai 1991 ein Gesetzesentwurf zur Stärkung der Schari’a verabschiedet. Der Regierungskoalition gelang es nicht, die widersprüchlichen Ziele ihrer Parteien zu vereinen, und Korruptionsvorwürfe gegen Sharif wurden laut. Dieser wurde im April 1993 von Präsidenten wegen mangelhafter Amtsführung, Korruption und Vetternwirtschaft seines Amtes enthoben. Der oberste Gerichtshof widerrief im Mai 1993 diese Entscheidung und setzte Sharif wieder ein. Die Krise wurde mit dem Rücktritt beider Politiker am 18. Juli 1993 beendet.

### Rückkehr von Benazir Bhutto (1993)
Moin Qureshi, der ehemalige Vizepräsident der Weltbank, führte die Interimsregierung. In kurzer Zeit gelang es dieser, mehrere wirtschaftliche und soziale Reformen durchzusetzen, die von der internationalen Gemeinschaft begrüßt wurden und auch im Inland breite Unterstützung fanden.
Am 19. Oktober 1993 wurde Benazir Bhutto von einer neuen Regierungskoalition, die noch brüchiger als die vorherige war, zur Premierministerin ernannt. Die Rückkehr der PPP wurde durch die Wahl Farooq Legharis, der Bhutto nahestand, zum Präsidenten noch gestärkt. Die Regierung wurde jedoch von der Partei Nawaz Sharifs – der zu mehreren Generalstreiks aufrief – sowie von den unsicheren Verwaltungen in den Provinzen stark angegriffen. 1995 wurden etwa 40 Offiziere festgenommen, denen man vorwarf, eine islamische Revolution vorzubereiten. Bhutto erreichte eine Annäherung an die USA, doch die Fortführung des Nuklearprogramms entfachte die Spannungen mit Indien erneut. Bhutto wurde 1996 erneut entlassen, da der Präsident ihr Korruption und eine schlechte Wirtschaftspolitik vorwarf.

### Rückkehr von Nawaz Sharif (1997)
Die Partei von Nawaz Sharif gewann mit großer Mehrheit die Wahl am 3. Februar 1997 und erreichte zwei Drittel der Sitze im Unterhaus. Seit März 1997 versuchte Sharif den 8. Zusatz der Verfassung zu mildern, der es dem Präsidenten gestattet, die gewählte Regierung abzusetzen und Militärpersonen in hohe Ämter zu berufen. Der oberste Gerichtshof wies diese Vorhaben ab und eröffnete erneut eine Untersuchung gegen den Premierminister wegen Korruption. Die Reform führte letztendlich zum Rücktritt Präsident von Leghari im Dezember 1997 und zur Abberufung des Präsidenten des obersten Gerichtshofs. Rafiq Tarar, der Sharif nahestand, wurde 1998 zum Präsidenten gewählt. Die politischen Rechte wurden zunehmend eingeschränkt. Eine Hetzkampagne gegen Regimegegner begann; die Presse wurde mundtot gemacht; bekannte Journalisten wurden festgenommen und geschlagen. Im Mai 1998 führte Indien fünf unterirdische Kernwaffentests durch, worauf Pakistan am 28. Mai 1998 unter deer Bergkette Ras Koh Hills fünf simultane Tests durchführte. Die USA verhängten Sanktionen gegen beide Länder. 

Im Sommer 1999 brach ein neuer Konflikt mit Indien aus. Kaschmirische Kämpfer, die von pakistanischen Truppen unterstützt wurden, führten eine Serie von Überfällen nahe der Stadt Kargil im indisch verwalteten Teil Kaschmirs durch. Nach mehrwöchigen Kämpfen (→ Kargil-Krieg) zogen sich die Kämpfer im August unter der Kontrolle Indiens aus dessen Staatsgebiet zurück. Am 12. Oktober 1999, nachdem Sharif versucht hatte, den General Pervez Musharraf abzusetzen, führte dieser einen unblutigen Militärputsch gegen den Premierminister durch, setzte die Verfassung außer Kraft und rief einen Ausnahmezustand aus.

## Pakistan im 21. Jahrhundert

### Das Regime von Pervez Musharraf (1999–2008)

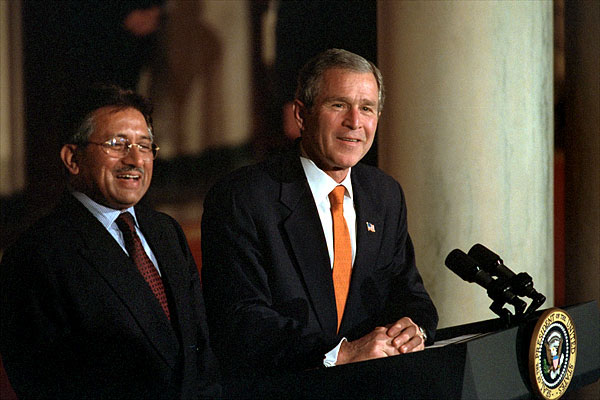
Musharraf mit US-Präsident Bush

Nawaz Sharif wurde des Verrats beschuldigt und im April 2000 zu lebenslanger Freiheitsstrafe verurteilt. Diese Strafe wurde im Dezember gemildert und Sharif nach Saudi-Arabien verbannt. Musharraf ernannte sich im Juni 2001 zum Präsidenten. Nach den Terroranschlägen am 11. September in den USA durch die islamistische Terrorbewegung Al-Qaida hoben die USA die Sanktionen gegen Pakistan auf und forderten die Regierung zum Kampf gegen Osama bin Laden und das afghanische Taliban-Regime auf. Die Einwilligung Pakistans führte zu Aufständen, die unerbittlich bekämpft wurden, insbesondere entlang der afghanischen Grenze, wo eine große Zahl von Flüchtlingen lebt(e). Im Januar 2002 kritisierte Musharraf den religiösen Extremismus und seine Auswirkungen auf die pakistanische Gesellschaft; er beschloss, terroristische Gruppierungen nicht länger zu dulden. Ein Plebiszit vom April 2002 bestätigte seine fünfjährige Amtszeit, obwohl der rechtmäßige Ablauf der Wahl angezweifelt wurde. Im August 2002 setzte Musharraf ungefähr 30 Verfassungszusätze durch, die seine Machtstellung stärkten und die Opposition schwächten. Die Parlamentswahl am 10. Oktober 2002 war ein Erfolg für Benazir Bhutto; der PMLQ (Pakistan Muslim League-Qaid), der Musharraf unterstützte, kam nur an zweiter Stelle, während knapp danach eine islamistische, anti-amerikanische Koalition folgte. Im Dezember wurden mehrere Anschläge auf Musharraf verübt. Die Wirtschaft Pakistans, insbesondere im Bereich der Textilindustrie, litt unter den belasteten internationalen Beziehungen und der andauernden politischen Instabilität.

### Kaschmir und nukleare Rüstung
Die Meinungsverschiedenheiten zwischen Pakistan und Indien bestehen seit der Trennung. Indien lehnt ein lokales Referendum ab und beansprucht ganz Kaschmir für sich. Pakistan wird vorgeworfen, einen Krieg „unter der Hand“ mittels islamistischer Kämpfer zu führen, die vom Geheimdienst, der Inter-Services Intelligence (ISI), unterstützt werden.
Zwei der drei Kriege zwischen beiden Staaten wurden wegen der Kaschmirfrage geführt. Auch die nukleare Aufrüstung beider Staaten ist weitgehend auf diesen Streitpunkt zurückzuführen. Neben dem Einsatz als Abschreckung wird das atomare Wettrüsten beider Staaten auch als große Gefahr für den Subkontinent und das Gleichgewicht in der Welt gesehen. Zwischen Dezember 2001 und Oktober 2002, als Indien nach Anschlägen auf das Parlament in Neu-Delhi zusätzliche Truppen an die pakistanische Grenze verlagerte, konnte eine Eskalation knapp verhindert werden.
Im Oktober 2002 wurden zum ersten Mal in Jammu und Kashmir freie Wahlen abgehalten, aus denen die Parteien als Sieger hervorgingen, die sich für eine stärkere Autonomie einsetzen. Die Wahlbeteiligung betrug allerdings nur 44 Prozent, was Diskussionen über den Nutzen der Wahl hervorbrachte. Am 23. November 2003 verkündete Pakistan einen einseitigen Waffenstillstand entlang der Line of Control, der sofort von Indien akzeptiert wurde. Im Dezember 2003 zeigte sich Pervez Musharraf bereit, eine der ältesten Forderungen Pakistans, das Abhalten eines Referendums, fallen zu lassen, sofern dies eine friedliche Lösung des Konflikts begünstigen würde. Indien ließ im Nachhinein verlauten, dass tatsächlich ein Problem bezüglich des Kaschmir-Territoriums existiere – was bedeuten könnte, dass Indien bereit ist, zuzugeben, dass Kaschmir nicht unbedingt einen unwiderruflichen Teil des Staatsgebietes darstellt.

### Afghanistan, Al-Qaida und der Islamismus
Mit den Anschlägen vom 11. September 2001 in den USA hatte sich die Stellung Pakistans in der Welt radikal verändert. Es stand nun im Blickpunkt der Erwartungen und profitiert von finanzieller Hilfe in nie dagewesenem Ausmaß. Für ein Land, dessen öffentliche Ausgaben zu 43 Prozent der Begleichung von Staatsschulden dienen, war eine Kooperation mit den USA und gegen Al-Qaida und die Taliban unmöglich zurückzuweisen, obwohl das Taliban-Regime einst von reichlicher Unterstützung durch Pakistan profitiert hatte. Obwohl Pakistan vielen Beobachtern als eines der Ursprungsländer des islamistischen Terrorismus gilt, ließ Pervez Musharraf seit Januar 2002 sein Anliegen einer teilweisen Revidierung islamischer Elemente in der Verfassung verlauten. Als islamische Republik war und ist Pakistan zwischen seiner historisch begründeten Toleranz des islamischen Fundamentalismus und der Notwendigkeit, sich als Verbündeter der USA zu zeigen und gegen Al-Qaida vorzugehen, hin- und hergerissen. Diese Problematik kam auch während der Wahlen 2007 zum Vorschein, als Pervez Musharraf erst den Ausnahmezustand ausrief und am Ende auf Druck der USA nachgeben musste.
2005 erhielt Pakistan den Beobachterstatus bei der Shanghaier Organisation für Zusammenarbeit (SCO), deren Mitgliedsstaaten in den Jahren 2005, 2007 und 2009 gemeinsame Anti-Terror-Militärmanöver durchführten.
Am 14. Mai 2011 verurteilten Abgeordnete des pakistanischen Parlaments in einer Resolution die Tötung von Osama Bin Laden wenige Tage zuvor durch eine Kommando-Einheit des amerikanischen Militärs in Abbottabad als Bruch der Souveränität des Landes, forderten neben einem Ende der Drohnenangriffe auf Extremisten im Grenzgebiet zu Afghanistan eine Überprüfung der Beziehungen zu den USA und warnten, Pakistan könne die Nachschubrouten für die US-Truppen in Afghanistan kappen.

### Gesamttendenz
Im Gegensatz zu seinem indischen Nachbar ist es Pakistan nie gelungen, eine stabile Demokratie aufzubauen. Seit der Spaltung im Jahr 1947 setzt die militärische Oligarchie regelmäßig ihre Interessen durch, oft auf obskure Weise und teilweise mit islamistischer Tendenz, die während des Zia-Regimes offen zutage trat. Der einzige demokratische Übergang nach einer vollen fünfjährigen Legislaturperiode war das Ende der Amtszeit von Raja Pervez Ashraf 2013.